# فیلتر دیجیتال
فیلتر دیجیتال با انجام عملیات ریاضی بر سیگنال گسسته، خواص معینی از آن را بهبود می‌بخشد، به‌طور مثال نویز را از سیگنال می‌زداید یا به بازه فرکانسی مشخصی از سیگنال اجازه عبور داده و بقیه را حذف می‌نماید.

## درک فیلتر
فیلترها را می‌توان به صورت‌های مختلف پیاده‌سازی کرد که از مشهورترین این روش‌ها روش مستقیم اول و دوم است.